# Karel van Miert
Karel Van Miert (Oud-Turnhout, Provincia de Amberes, 17 de enero de 1942 - Beersel, 22 de junio de 2009) fue un político belga, que formó parte de la Comisión Europea, brazo ejecutivo de la Unión Europea, desde 1989 a 1999.
Estudió ciencias políticas desde 1962 a 1966 en la Universidad de Gant y en la Universidad de Nancy. Afiliada al Socialistische Partij Anders, se convirtió en secretario adjunto del partido socialista nacional en 1976, pasando dos años después a ser presidente de su propio partido flamenco. En 1989 es nombrado Comisario Europea de Transportes y Asuntos de Consumidores en la Comisión Delors. En la siguiente comisión, presidida por Jacques Santer de 1993 a 1999, ocuparía el cargo de vicepresidente, sólo hasta 1995, y responsable de políticas de competencia sustituyendo a Leon Brittan. En este último cargo le sucedería Mario Monti.